# روبرت جنكينز (لاعب كرة قدم أمريكية)
روبرت جنكينز (بالإنجليزية: Robert Jenkins) هو لاعب كرة قدم أمريكية أمريكي، ولد في 30 ديسمبر 1963 في سان فرانسيسكو في الولايات المتحدة.

## وصلات خارجية
- روبرت جنكينز على موقع مرجع كرة القدم المحترفة.كوم (الإنجليزية)